# East Grand Forks
East Grand Forks és una població dels Estats Units a l'estat de Minnesota. Segons el cens del 2009 tenia 7.849 habitants.

## Demografia
Segons el cens del 2000, East Grand Forks tenia 7.501 habitants, 2.929 habitatges, i 1.933 famílies. La densitat de població era de 579,2 habitants per km².
Dels 2.929 habitatges en un 36,8% hi vivien nens de menys de 18 anys, en un 51,3% hi vivien parelles casades, en un 11,2% dones solteres, i en un 34% no eren unitats familiars. En el 28,1% dels habitatges hi vivien persones soles el 10,8% de les quals corresponia a persones de 65 anys o més que vivien soles. El nombre mitjà de persones vivint en cada habitatge era de 2,54 i el nombre mitjà de persones que vivien en cada família era de 3,16.
Per edats la població es repartia de la següent manera: un 28,8% tenia menys de 18 anys, un 10,8% entre 18 i 24, un 27,8% entre 25 i 44, un 20,9% de 45 a 60 i un 11,7% 65 anys o més.
L'edat mediana era de 34 anys. Per cada 100 dones de 18 o més anys hi havia 94,6 homes.
La renda mediana per habitatge era de 35.866 $ i la renda mediana per família de 47.846 $. Els homes tenien una renda mediana de 33.134 $ mentre que les dones 22.094 $. La renda per capita de la població era de 16.599 $. Entorn del 8,2% de les famílies i el 12,4% de la població estaven per davall del llindar de pobresa.

## Poblacions més properes
El següent diagrama mostra les poblacions més properes.